# مسیح متعال

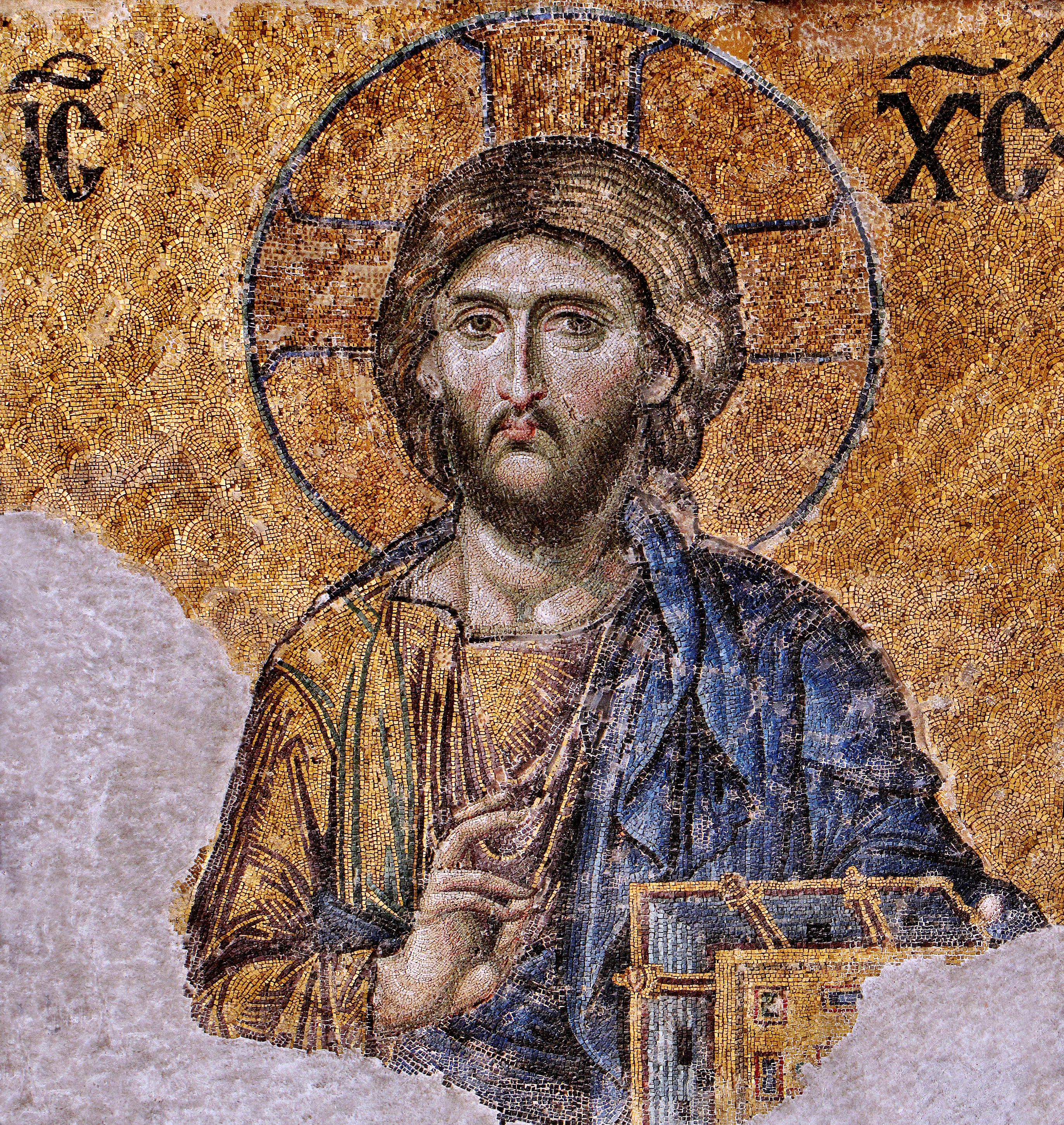
مسیح متعال، نقشی موزائیکی در ایا صوفیه استانبول

در شمایل‌نگاری مسیحی، مسیح متعال (زبان یونانی: Χριστὸς Παντοκράτωρ) شیوه‌ای برای به نقاشی عیسی است. لغت یونانی Pantokrator به معنی متعال یا نیرومند برگرفته از یکی از نام‌های خدا در یهودیت است.